# I SAY YES
「I SAY YES」（アイ・セイ・イエス）は、ICHIKOの5作目のシングル。2007年7月25日にハピネットから発売された。

## 概要
- 前作「小さな僕らの大きなハート」から約1か月でのリリースであり、2007年3作目のリリース作品となった。
- 表題曲「I SAY YES」は、テレビアニメ『ゼロの使い魔 〜双月の騎士〜』のオープニングテーマ、カップリング曲の「LOVE イマジネーション」は、PlayStation 2ゲーム『ゼロの使い魔 〜夢魔が紡ぐ夜風の幻想曲〜』オープニングテーマである。
- CDジャケットには、ルイズ・フランソワーズ・ル・ブラン・ド・ラ・ヴァリエールが描かれている。

## 収録曲
1. I SAY YES
  - 作詞：森由里子、作曲：坂部剛、編曲：新井理生
  - テレビアニメ『ゼロの使い魔 〜双月の騎士〜』オープニングテーマ
2. LOVE イマジネーション
  - 作詞：ICHIKO、作曲・編曲：新井理生
  - PS2ゲーム『ゼロの使い魔 〜夢魔が紡ぐ夜風の幻想曲〜』オープニングテーマ
3. I SAY YES（off vocal）
4. LOVE イマジネーション（off vocal）